# Domein de Ghellinck

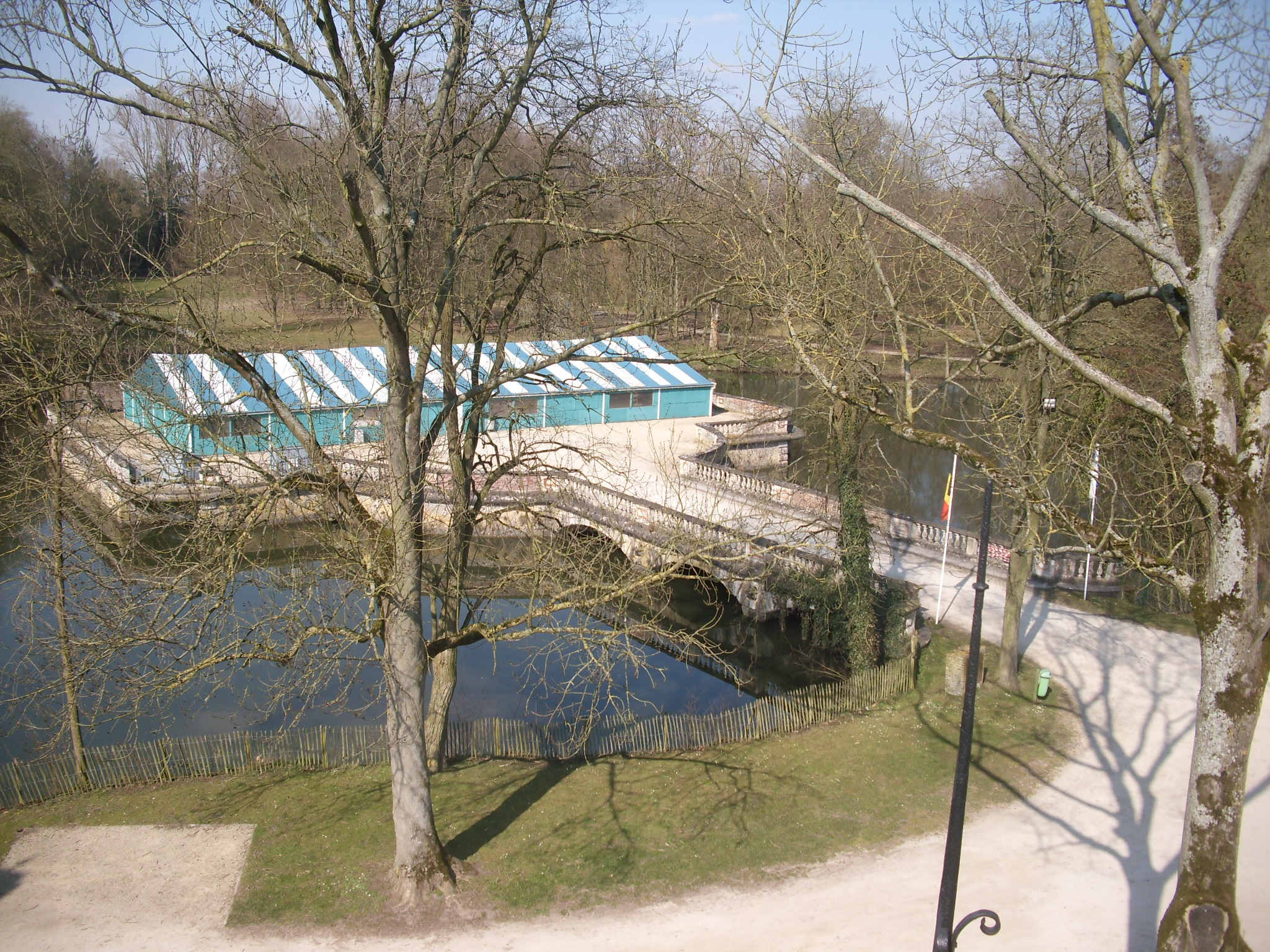
De locatie van het voormalig kasteel.

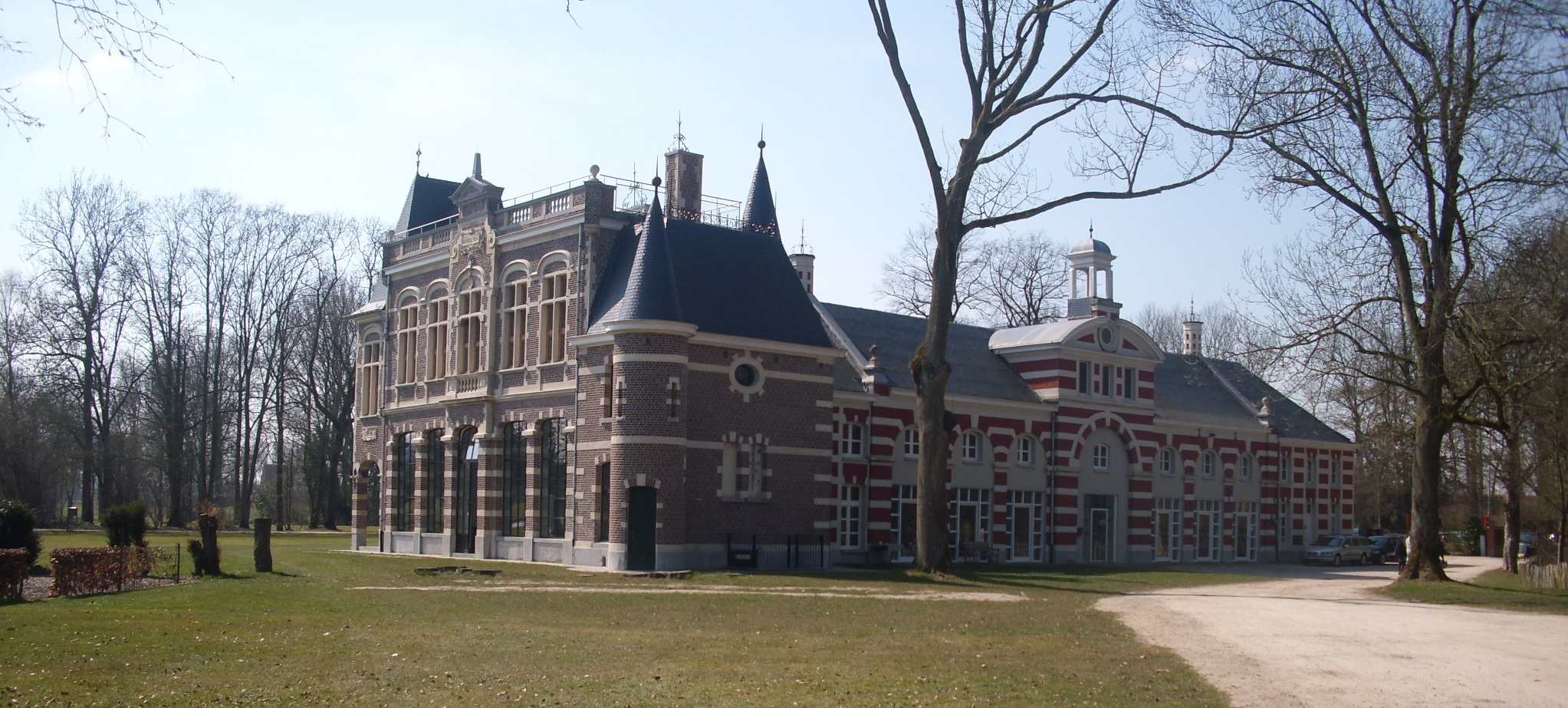
De gerestaureerde bijgebouwen.

Het Domein de Ghellinck is een kasteeldomein in de Belgische voormalige gemeente Elsegem, thans een deelgemeente van de Oost-Vlaamse Wortegem-Petegem. Het situeert zich langs de Kortrijkstraat, een onderdeel van de N453. Het kasteel brandde af in 1973, maar het domein zelf kreeg later een openbare functie.

## Verschillende bouwfasen
Eerder was het domein de Ghellinck bekend als het leen Ten Doorne. Op dit leen was een kasteel gelegen dat sinds 1331 bekend was en later Rockegem genoemd werd.
In 1718 kwam het kasteeldomein in bezit van de familie de Ghellinck, toen Jean-Baptiste De Ghellinck het kasteel en omgeving kocht van Pierre de Berghes Saint Winnoc. De familie bleef er nadien meer dan 2 eeuwen wonen en leverde meestal de burgemeester aan de gemeente Elsegem. Zijn kleinzoon en naamgenoot Jean-Baptiste de Ghellinck liet het kasteel in 1786-1789 verbouwen. Gedurende de jaren 1864-1866 werd op het eiland in de parkvijver een nieuw exemplaar gebouwd in de neo-Lodewijk XIII-stijl ,naar ontwerp van architect Limbourg uit Ath. Meteen het derde kasteel op die plaats.
In 1973 brandde het kasteel af (zonder dat de oorzaak ooit werd gevonden) en in 1975 werd het 28 ha grote goed aangekocht door de gemeente Wortegem-Petegem. Het kreeg een openbare functie en het koetshuis, stallingen en bibliotheek werden decennia later grondig gerestaureerd. De ondertussen al bouwvallige bijgebouwen gingen aan hun functie voorbij en hadden bovendien tijdens de beide wereldoorlogen veel schade opgelopen. De restauratie kostte € 2,75 miljoen en was volledig afgewerkt in 2011. De stallingen en koetshuis worden thans uitgebaat als restaurant en congrescentrum. De bibliotheek, oorspronkelijk uit 1895, fungeert nu als vergader- en ontvangstruimte, en heeft een dakterras dat uitzicht geeft op de Vlaamse Ardennen. Het park dat ligt nabij de (oude) Schelde werd grondig onder handen genomen en is vrij toegankelijk. Het was destijds aangelegd in landschappelijk stijl maar had tijdens diezelfde oorlogen fel te lijden onder de houtkap.
Het verbrande kasteel zelf werd afgebroken, maar de met balustrades omringde plaats en toegangsbrug zijn nog duidelijk aanwezig. Ook goed zichtbaar in de park is een arm van de oude loop van de Schelde.

## Galerij

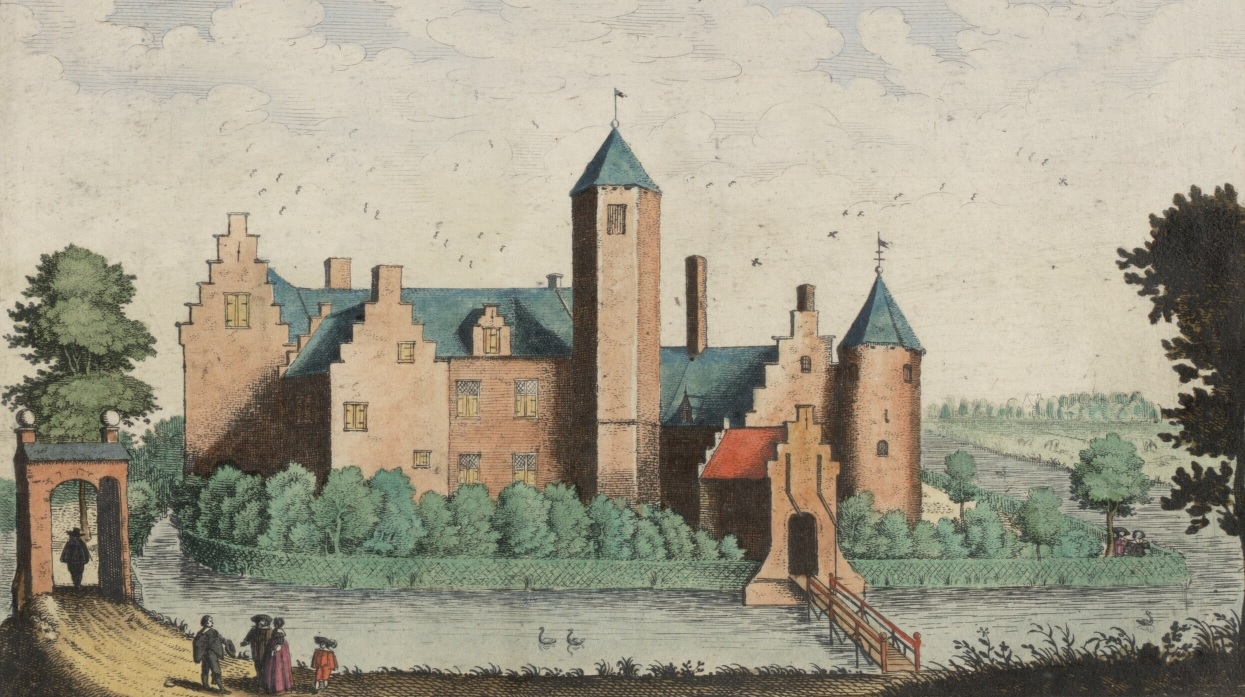
Het kasteel in de 17de eeuw (Flandria Illustrata)
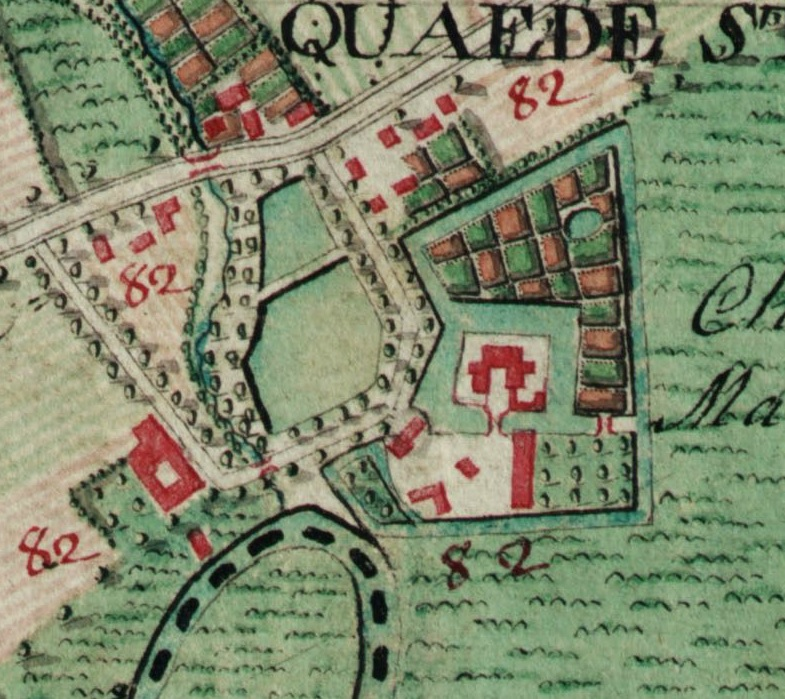
De ligging van het kasteel (Ferraris)
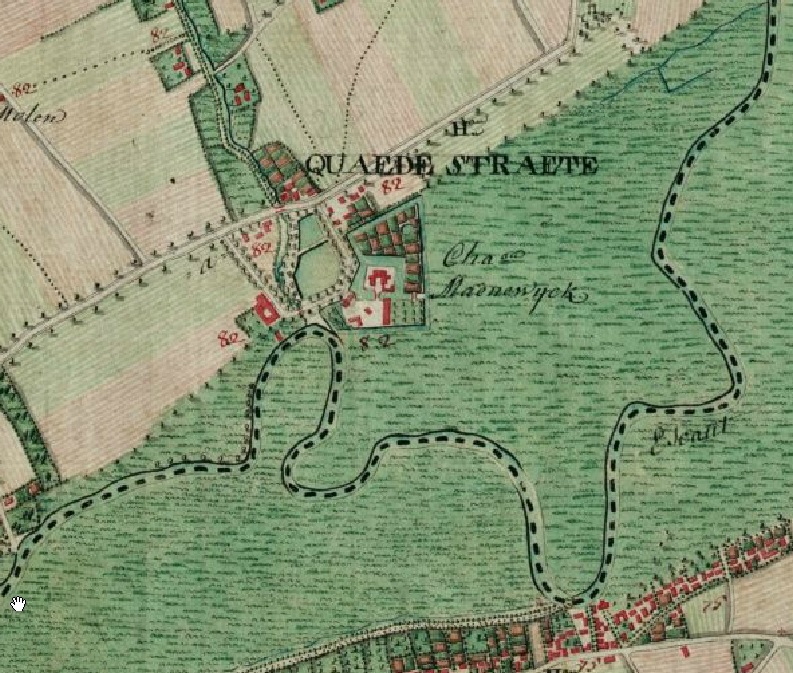
De ligging aan de kronkelende oude Schelde; een oude arm werd later geïntegreerd in het domein (Ferraris)
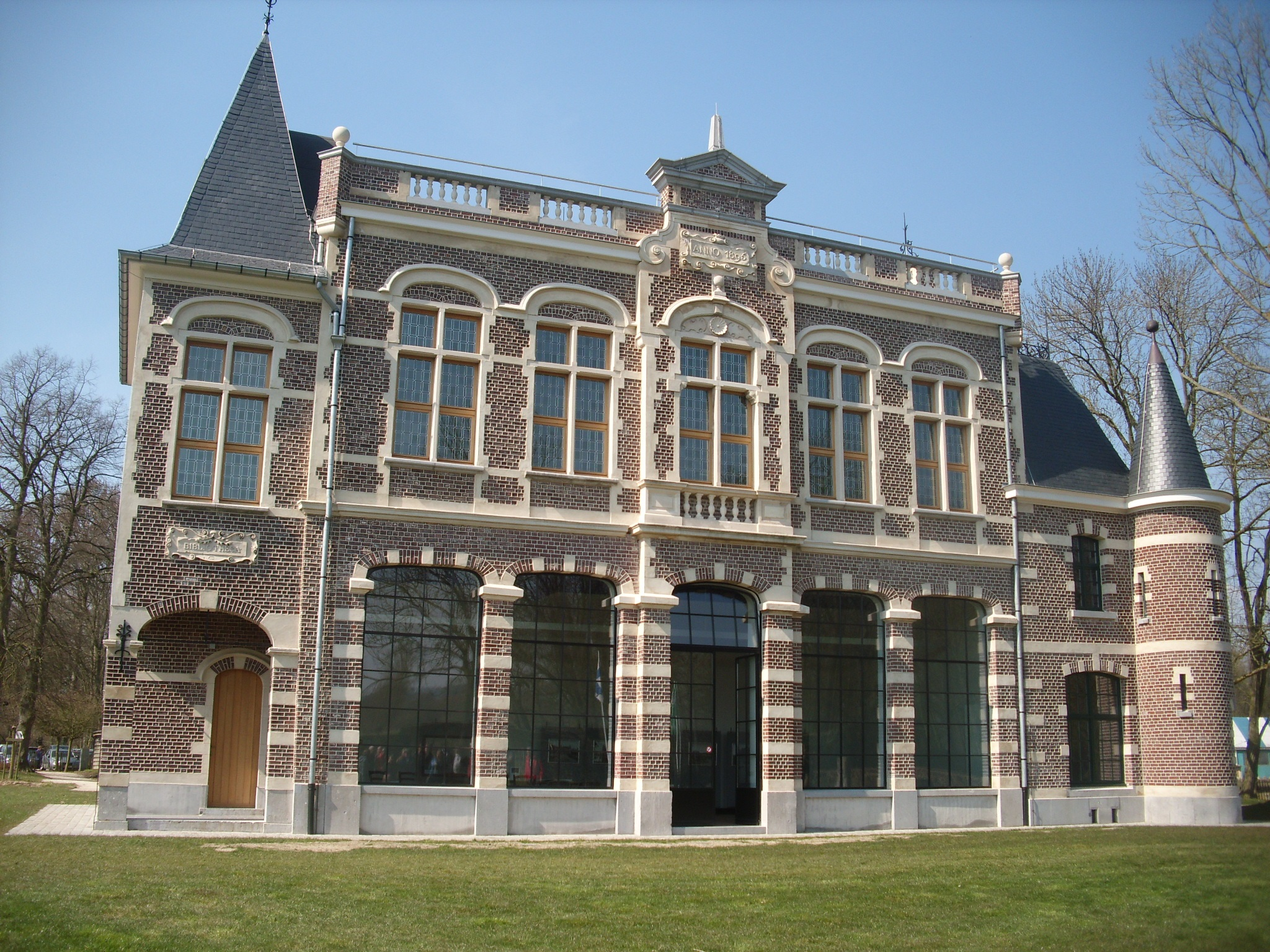
De gerestaureerde bibliotheek